# Habenaria marginata
Habenaria marginata är en orkidéart som beskrevs av Henry Thomas Colebrooke. Habenaria marginata ingår i släktet Habenaria och familjen orkidéer. Inga underarter finns listade i Catalogue of Life.

## Bildgalleri

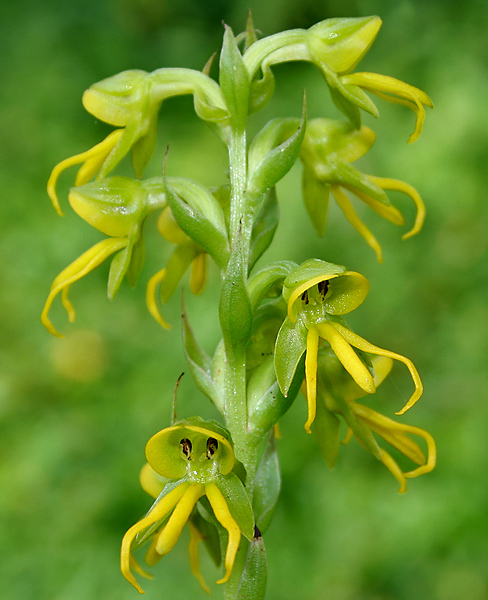
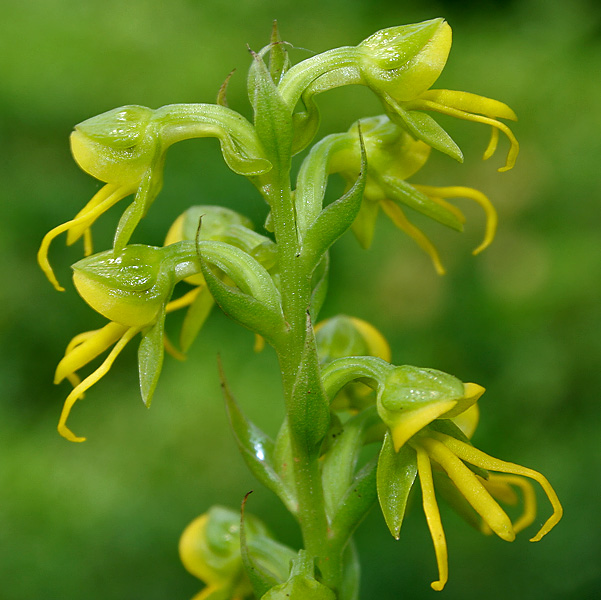
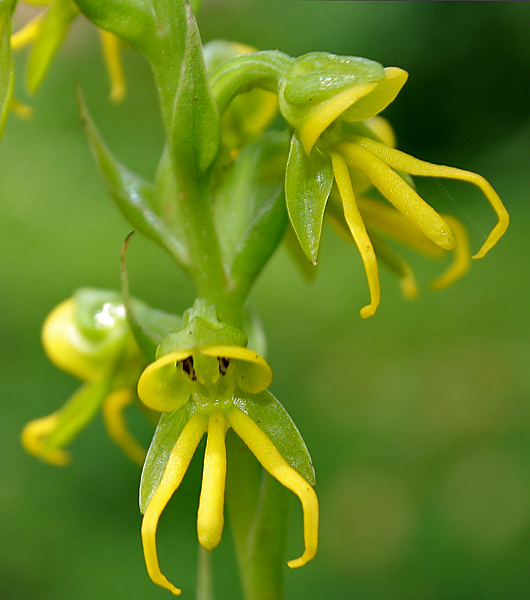
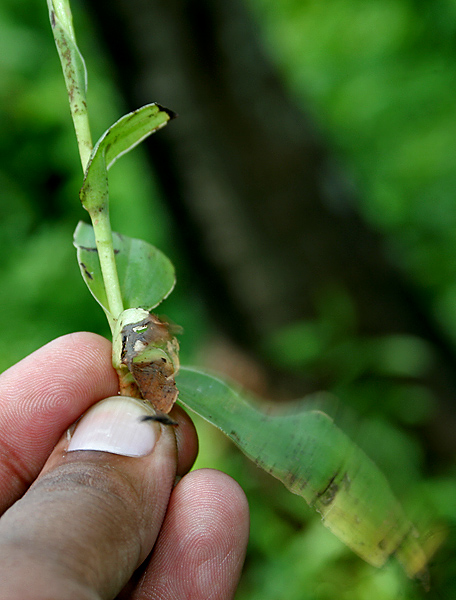